# 北區 (臺南市)
22°59′59″N 120°12′11″E / 22.999663°N 120.202939°E
北區位於臺灣臺南市西南部，因其位於舊臺南市北端而得名，係集日治時代後期之老松町、寶町、明治町、福住町、入船町、北門町、花園町、三分子、鄭子寮、大港寮、文元寮等綜合而成。今以北門路、小東路與東區為界，西以武聖路及和緯路、南以成功路與中西區為界，東北以柴頭港溪連接永康區，西北以鹽水溪連接安南區。區內人口約12.6萬人，為臺南市人口第四大區。

## 地理

### 氣候
北區地勢平坦，氣候因地處北回歸線之南屬於熱帶氣候，因受海洋及驟雨影響，每年氣溫平均常在攝氏24度左右，頗為適宜，惟多風，每逢颱風季節低窪地區易於積水。

### 人口
根據臺南市府北戶政事務所統計，2024年底北區戶數約5.4萬戶，人口約12.6萬人，區內人口最多與最少的里分別是福德里與中樓里，2024年底兩里人口分別為6,917人與1,412人。

## 政治

### 歷任首長
| 區長姓名 | 區長任期                       | 備註               |
| -------- | ------------------------------ | ------------------ |
| 翁水元   | 1945年12月3日 - 1946年11月1日  |                    |
| 顏興     | 1946年11月2日 - 1950年11月25日 |                    |
| 魏東安   | 1950年11月25日 - 1953年3月30日 |                    |
| 張有武   | 1953年3月30日 - 1960年9月21日  |                    |
| 莊進興   | 1960年9月21日 - 1972年10月1日  |                    |
| 王甘龍   | 1972年10月2日 - 1973年1月30日  | 代理莊進興區長任期 |
| 薛文鳳   | 1973年1月30日 - 1981年1月16日  |                    |
| 王甲辰   | 1981年2月1日 - 1981年9月1日    |                    |
| 趙伯英   | 1981年9月1日 - 1981年12月1日   | 秘書兼代理區長     |
| 顏聰興   | 1981年12月2日 - 1997年1月16日  |                    |
| 曾建唐   | 1997年1月16日 - 1997年7月16日  |                    |
| 郭真郎   | 1997年7月16日 - 2000年10月4日  |                    |
| 林富山   | 2000年10月4日 - 2003年1月13日  |                    |
| 張淑慧   | 2003年1月13日 - 2006年7月19日  |                    |
| 黃國平   | 2006年7月20日 - 2006年7月31日  | 秘書兼代理區長     |
| 謝振益   | 2006年8月1日 - 2017年3月1日    |                    |
| 李皇興   | 2017年3月1日 - 2024年2月16日   |                    |
| 潘寶淑   | 2024年2月16日 - 現任           |                    |

### 區政組織

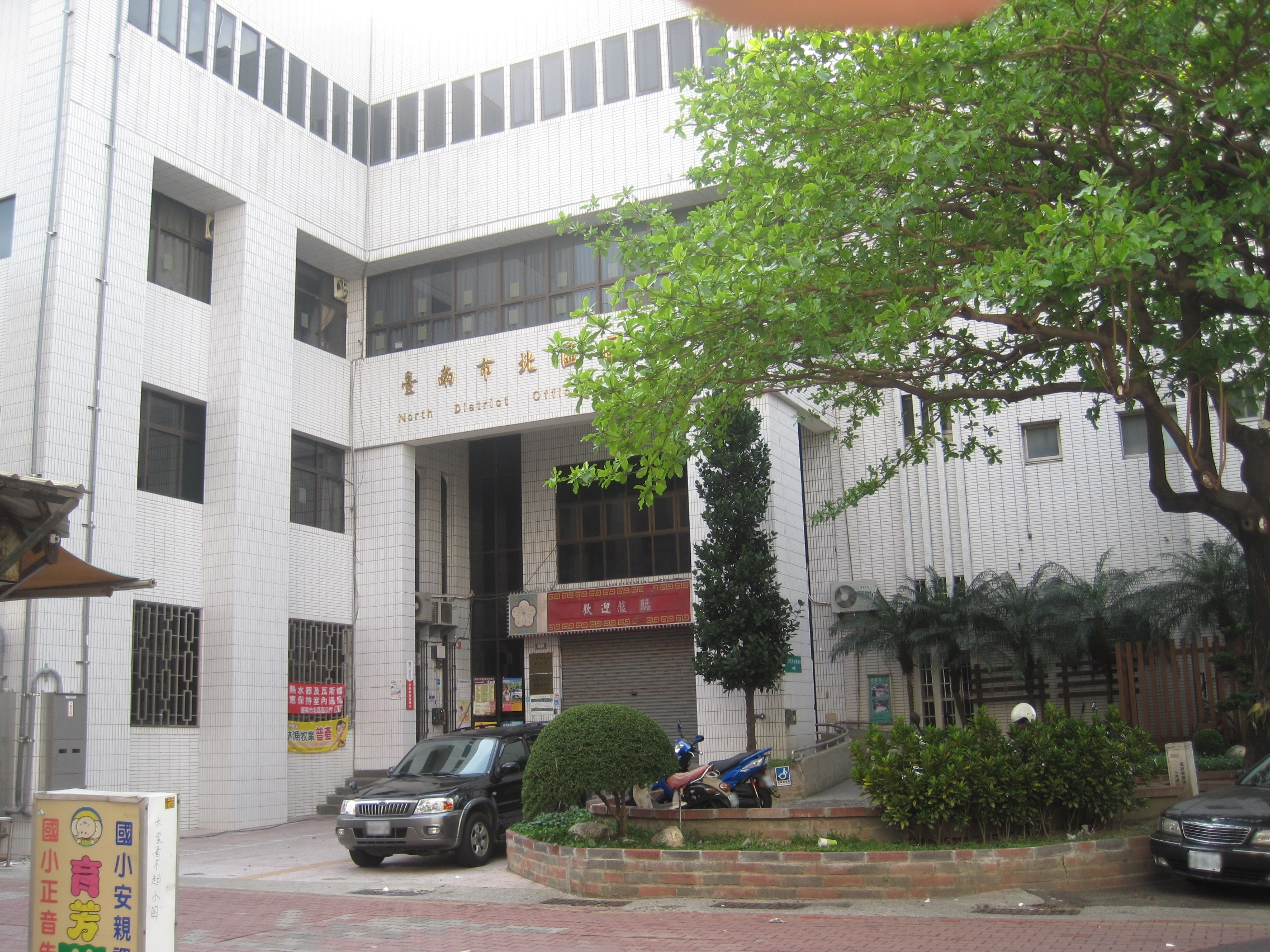
臺南市北區區公所

北區區公所是臺南市政府在北區的派出機關，在中華民國政府架構中為市政府綜理區政的執行機關，上級業務監督機關為臺南市政府。区长由市長任命，其任期為無任期保障。在區長及主任秘書之下，設有5課3室等8個內部單位。預計2025年遷至文元國小旁。

### 行政區劃
2018年4月30日因里鄰調整，將部分的里整併，並調整一些里的里界。詳細整併情形如下：
| 新里名 | 原本舊里                                       |
| ------ | ---------------------------------------------- |
| 開元里 | 開元里、新勝里（部分）、長榮里（部分）         |
| 長勝里 | 勝安里、新勝里（部分）、長榮里（部分）         |
| 合興里 | 國興里、華興里（部分）                         |
| 北門里 | 正風里、小康里、實踐里（部分）                 |
| 小北里 | 六甲里、國姓里、興南里（部分）                 |
| 大光里 | 大道里、光武里、大山里（部分）、延平里（部分） |
| 大興里 | 興北里、大仁里、大山里（部分）、延平里（部分） |
| 長興里 | 長德里、興南里（部分）                         |
| 北華里 | 三德里、五福里、玉皇里                         |
| 華德里 | 成德里分出                                     |
| 福德里 | 成德里分出                                     |
| 立人里 | 安民里、和順里（部分）、裕民里（部分）         |
| 雙安里 | 文成里（部分）、和順里（部分）、裕民里（部分） |
| 元美里 | 文元里分出                                     |

經此調整後，北區下設33里：北華里、元寶里、中樓里、東興里、正覺里、公園里、成功里、大港里、大和里、大豐里、賢北里、開元里、長勝里、振興里、合興里、力行里、重興里、仁愛里、北門里、永祥里、小北里、大光里、大興里、長興里、華德里、福德里、成德里、和順里、立人里、雙安里、文成里、元美里、文元里。

### 其他政府機關
- 臺南市立圖書館公園總館
- 臺南市政府警察局第五分局
- 財政部南區國稅局

## 教育

### 大專院校
- 國立成功大學力行校區、成杏校區、敬業校區

### 高級中學
- 國立臺南第二高級中學
- 臺南市私立崑山高級中學
- 臺南市私立聖功女子高級中學

### 國民中學
- 臺南市立文賢國民中學
- 臺南市立成功國民中學
- 臺南市立民德國民中學
- 臺南市立延平國民中學

### 國民小學

台南市北區公園國小

- 臺南市北區大光國民小學
- 臺南市北區文元國民小學
- 臺南市北區立人國民小學
- 臺南市北區賢北國民小學
- 臺南市北區大港國民小學
- 臺南市北區公園國民小學
- 臺南市北區開元國民小學
- 臺南市北區私立寶仁國民小學

## 醫療
- 國立成功大學醫學院附設醫院

## 交通

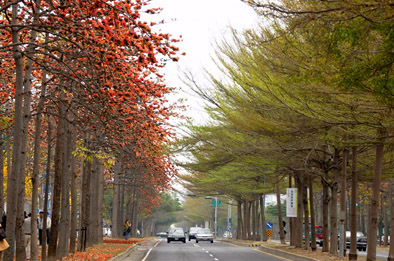
東豐路木棉花盛開的勝景

### 公路
- 台17線
- 台17甲線
- 台20線
- 市道180號
  - 南北縱向主要道路：北門路、西門路、公園路、北安路、海安路、文賢路
  - 東西橫向主要道路：和緯路、公園北路、公園南路
  - 臺鐵縱貫線通過北區，區內未設站，但臺南車站與永康區的大橋車站皆鄰近北區邊界。

### 公車轉運站

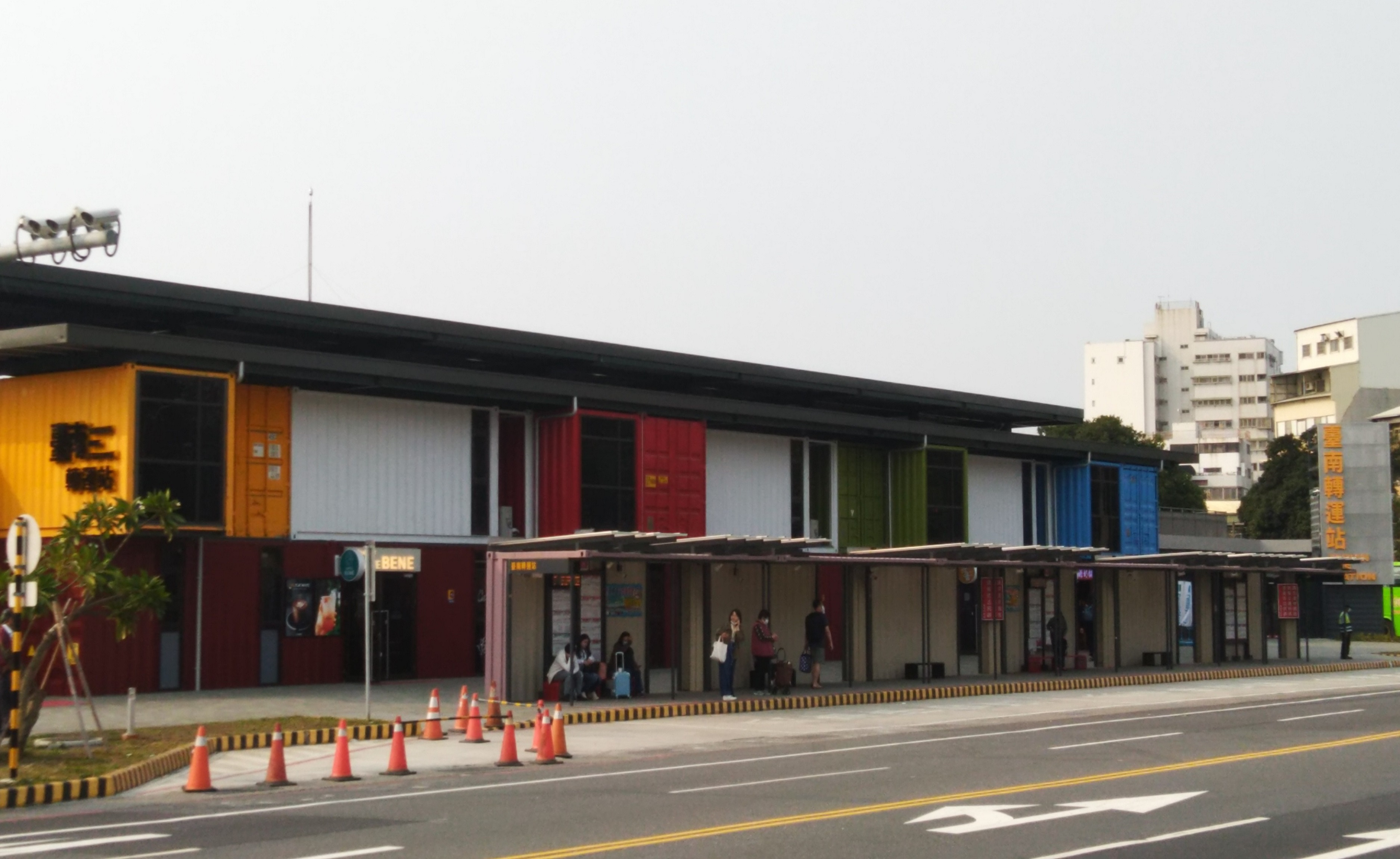
臺南轉運站

- 臺南轉運站

### 大臺南公車
| 編號              | 路線                                           | 營運單位 | 備註 |
| ----------------- | ---------------------------------------------- | -------- | --- |
| 0左               | 臺南火車站（北站）－臺南火車站（北站）         | 統聯客運 | - 逆時針循環線（先經公園路）。                                                                             |
| 0右               | 臺南火車站（南站）－臺南火車站（南站）         | 統聯客運 | - 順時針循環線（先經小東路）。                                                                             |
| 2                 | 崑山科技大學－安平白鷺灣社區                   | 府城客運 | - 部分班次延駛至三鯤鯓、四草。 - 部分班次繞駛復華里。                                                      |
| 3                 | 海東國小－德高國小                             | 府城客運 | - 部分班次延駛至復興國中、全福新城。 - 每周一16:00、16:55海東國小發車班次不經仁和路。                      |
| 5                 | 和順轉運站－市立醫院                           | 府城客運 | - 部分班次延駛至大甲里。                                                                                   |
| 6                 | 仁德轉運站－龍崗國小                           | 統聯客運 | - 部分班次延駛至統聯客運永康站。                                                                           |
| 7                 | 公園北路－台糖安南學苑                         | 府城客運 | - 每周一17:10發車班次不經南天宮。                                                                          |
| 9                 | 臺南轉運站－東溪埔寮福安宮                     | 統聯客運 | - 九人座小巴班次繞駛公親里。                                                                               |
| 10                | 臺南轉運站－鹿耳門天后宮                       | 統聯客運 | - 兩段票收費，分段點：海東國小。                                                                           |
| 11                | 大成路口－城西里                               | 府城客運 | - 06:33班次由下鯤鯓站發車。 - 兩段票收費，分段點：海東國小。                                               |
| 11區間車          | 城西里→臺南火車站（北站）                      | 府城客運 | - 城西里21:55發車。 - 兩段票收費，分段點：海東國小。                                                       |
| 18                | 西門健康立體停車場－和順轉運站                 | 府城客運 | - 部分班次延駛至國民路。 - 部分班次繞駛北安路。                                                            |
| 19                | 原住民文化會館－大灣高中                       | 巨業交通 | - 平日部分班次延駛至臺南海事。                                                                             |
| 21                | 臺南火車站（南站）－永康休閒育樂中心           | 府城客運 | - 九人座小巴班次繞駛奇美醫院。                                                                             |
| 70左              | 永華市政中心（府前路）－永華市政中心（府前路） | 興南客運 | - 逆時針循環線（先經健康路）。                                                                             |
| 70右              | 永華市政中心（府前路）－永華市政中心（府前路） | 興南客運 | - 順時針循環線（先經中華北路）。                                                                           |
| 77                | 原住民文化會館－仁德轉運站                     | 巨業交通 | |
| 98                | 臺南轉運站－七股鹽山                           | 府城客運 | |
| 98區間車          | 臺南轉運站－觀夕平台                           | 府城客運 | |
| 111               | 小西門（西門路）－高雄國際航空站               | 漢程客運 | - 台灣好行臺南小港機場線。 - 經臺南轉運站、香格里拉飯店、巴克禮公園。 - 部分班次繞駛中華東路、平實三街口。 |
| 902               | 府城汽車客運公司－香格里拉飯店                 | 府城客運 | |
| 雙層巴士          | 臺南火車站（北站）－臺南火車站（北站）         | 府城客運 | - 例假日行駛。 - 經赤崁樓、安平漁人碼頭、億載金城。                                                        |
| 綠幹線            | 臺南轉運站－新化－玉井                         | 興南客運 | |
| 綠幹線 區間車(西) | 臺南轉運站－新化                               | 興南客運 | |
| 綠12 區間車(1)    | 新化－南化國中                                 | 興南客運 | - 部分班次延駛至臺南轉運站。                                                                               |
| 綠17              | 安平工業區－大灣－新化                         | 興南客運 | - 每週二、五部分班次繞駛安平港旅客服務中心。                                                               |
| 藍幹線            | 安平工業區－西港－佳里                         | 興南客運 | |
| 藍23              | 安平工業區－海尾－九塊厝                       | 興南客運 | |
| 藍24              | 安平工業區－土城子－青草里                     | 興南客運 | |
| 藍24區間車        | 安平工業區－土城子－聖母廟（安中路）           | 興南客運 | |
| 橘3               | 善化轉運站－安定－和順轉運站                   | 興南客運 | - 部分班次延駛至臺南轉運站，不經和順轉運站。 - 部分班次繞駛許中營。                                        |
| 橘11              | 麻豆轉運站－西港                               | 興南客運 | - 部分班次延駛至下營區公所、安南醫院。 - 部分班次延駛至臺南轉運站，不經安南醫院。                          |
| 橘11-1            | 麻豆轉運站－西港－臺南轉運站                   | 興南客運 | - 部分班次延駛至下營區公所。 - 部分班次繞駛成大醫院（勝利路）。 - 跳蛙公車，僅停靠部分站點。               |
| 橘12              | 麻豆轉運站－善化轉運站－臺南轉運站             | 興南客運 | - 部分班次繞駛三舍中安宮，不經得力實業。                                                                   |
| 橘13              | 臺南轉運站－平實轉運站－麻豆轉運站             | 漢程客運 | |
| 紅幹線            | 安平工業區－仁德－歸仁－關廟轉運站             | 興南客運 | - 部分班次延駛至龍崎。 - 部分班次繞駛新豐高中、歸仁國中。                                                  |
| 紅1               | 臺南轉運站－太子廟－歸仁－關廟轉運站           | 興南客運 | |
| 紅2               | 臺南轉運站－大灣－上崙仔－關廟轉運站           | 興南客運 | - 首班車延駛至西門健康立體停車場。 - 07:05西門健康立體停車場發車班次繞駛中華醫大。                         |
| 紅3               | 臺南轉運站－台南航空站－高鐵台南站－關廟轉運站 | 興南客運 | - 部分班次繞駛文賢德成路口、長榮大學。                                                                     |
| 紅4               | 臺南轉運站－中華醫大－奇美博物館               | 興南客運 | |

### 公共自行車
臺南市YouBike 2.0於2023年2月23日正式營運，截至2025年8月15日於北區內設置57處站點。

## 旅遊

### 古蹟及歷史建築
- 開元寺（國定古蹟）
- 開基天后宮  （國定古蹟）
- 臺南三山國王廟（國定古蹟）
- 原台南公園管理所
- 重道崇文坊
- 西華堂
- 原台灣總督府專賣局台南支局台南出張所
- 原台南中學校講堂
- 大觀音亭
- 興濟宮
- 烏鬼井
- 原寶公學校本館（立人國小）
- 原花園尋常小學校本館（公園國小）
- 臺南王姓大宗祠
- 原日本陸軍臺南偕行社

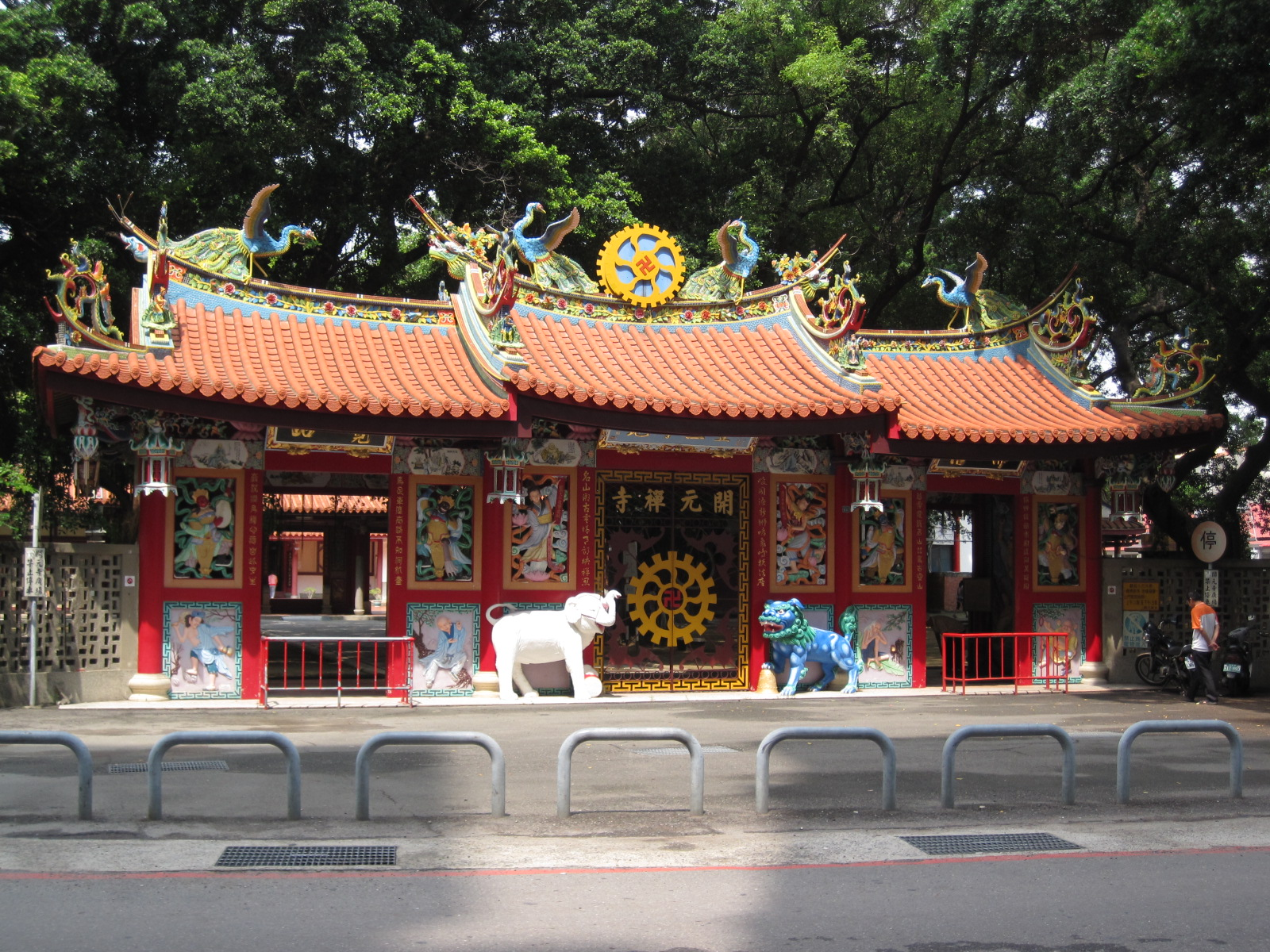
開元寺

- 原日軍步兵第二聯隊官舍群（公園路321巷藝術聚落）
- 原三分子日軍射擊場靶溝遺構

### 非屬古蹟之宗教場所
- 開基玉皇宮
- 全臺首邑縣城隍廟
- 市仔頭福隆宮
- 臺南元和宮白龍庵
- 草寮後菱洲宮
- 臺南西來庵
- 開基陰陽公廟
- 鎮轅境頂土地廟
- 總祿境下土地廟

### 休閒景點

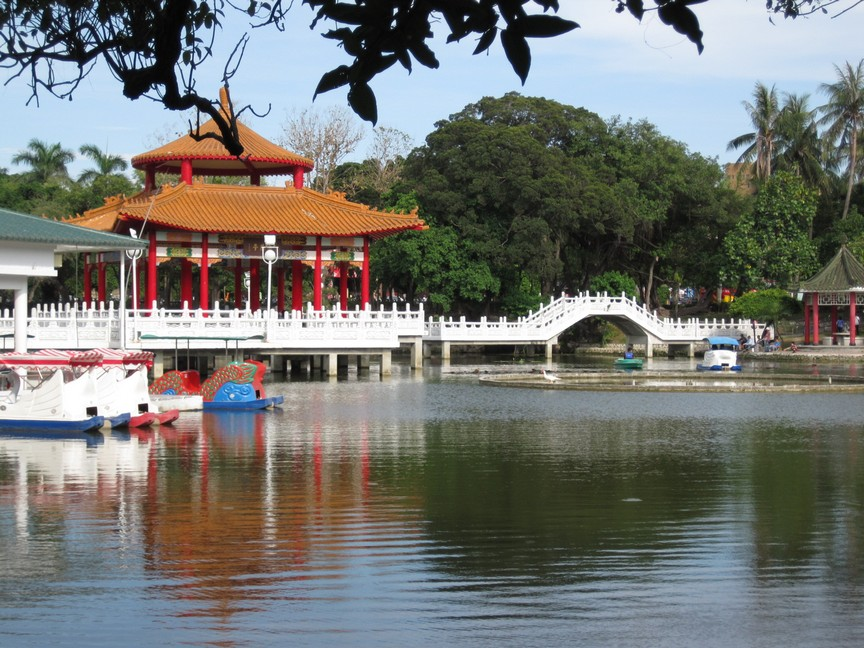
臺南公園內的燕潭，潭上之亭為「念慈亭」

- 臺南公園
- 總爺古街
- 山海圳綠道

### 商圈市集
- 花園夜市
- 小北成功夜市
- 小北觀光夜市
- 鴨母寮市場
- 延平市場
- 和緯黃昏市場
- 南山台南廣場（已完工）

### 量販店

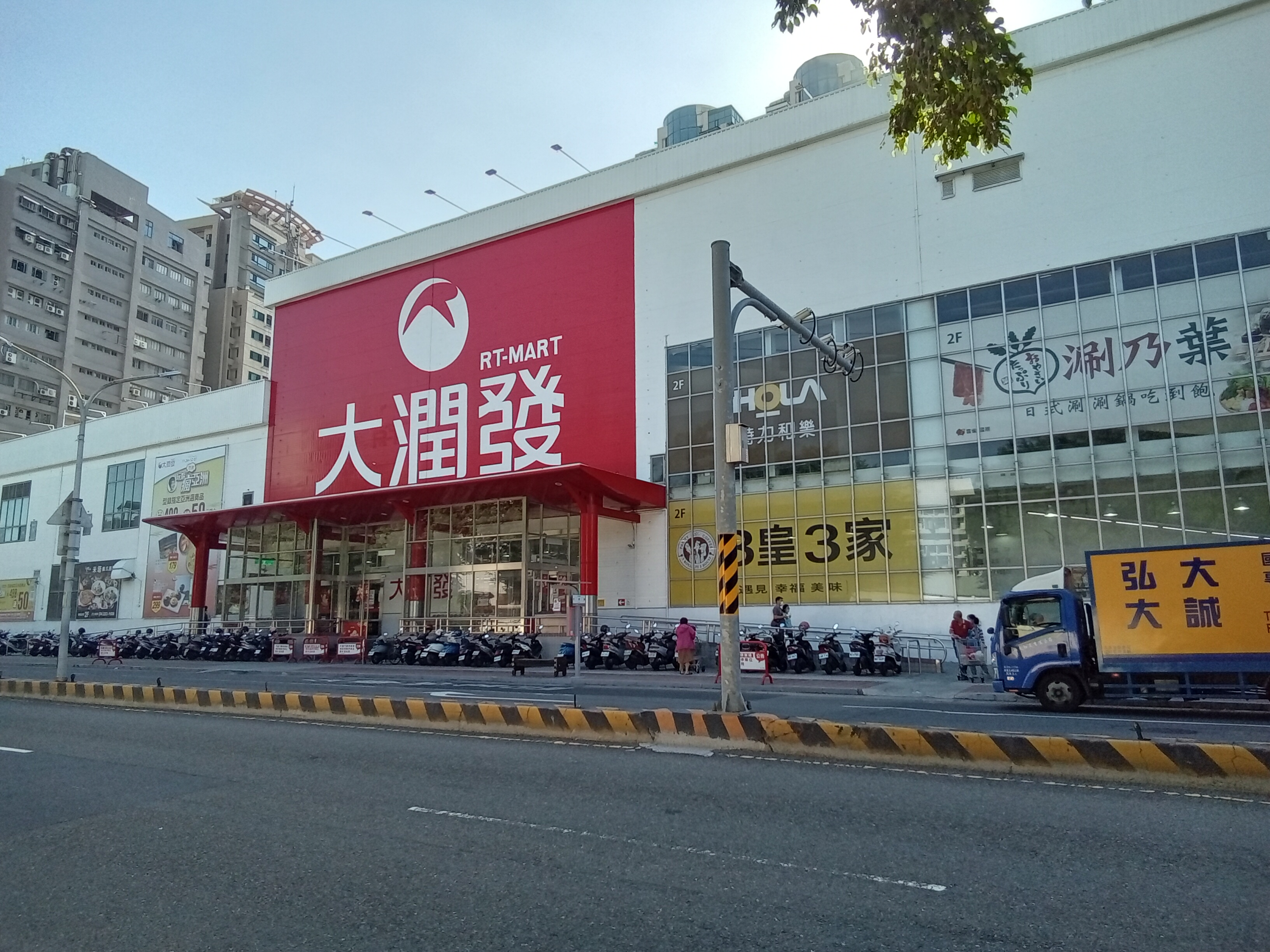
大潤發台南店

- 大潤發臺南店
- 好市多臺南店

## 外部連結
- 臺南市北區公所（页面存档备份，存于）